# Billy Baxter
William E. Baxter jr. (ur. 1940) – amerykański pokerzysta zawodowy, w 2006 włączony do Poker Hall of Fame.
W 1975 odbył podróż poślubną na Hawaje, a podczas powrotu razem z żoną zawitali do Las Vegas. Mieszkali tam 9 miesięcy, podczas których Baxter zarabiał na życie grą w pokera. Poznał wtedy ówczesne legendy tej gry, m.in. Doyle Brunsona, Puggy'ego Pearsona, czy Stu Ungara.
Baxter wygrał siedem bransoletek WSOP, zrównał się tym z samym z Men Nguyenem i przegrywa jeszcze z siedmioma innymi graczami (zobacz:Wielokrotni zwycięzcy bransoletek World Series of Poker).
Jego wygrane w turniejach przekroczyły $2100000, z czego $1052304 w turniejach WSOP.

## Bransoletki WSOP
| Rok  | Turniej                    | Wygrana (USD) |
| ---- | -------------------------- | ------------- |
| 1975 | $1000 Deuce to Seven       | $3,000        |
| 1978 | $10000 Deuce to Seven Draw | $90000        |
| 1982 | $10000 Deuce to Seven Draw | $95000        |
| 1982 | $2500 Ace to Five Draw     | $48750        |
| 1987 | $5000 Deuce to Seven Draw  | $153000       |
| 1993 | $5000 Deuce to Seven Draw  | $130500       |
| 2002 | $1500 Razz                 | $64860        |